# Pelopidas
Pelopidas (Grieks: Πελοπίδας) (410-364 v.Chr.) was een Griekse legeraanvoerder en staatsman uit het antieke Thebe.
Hoewel hij tot een adellijke familie behoorde, sympathiseerde hij met de democratische stroming van Ismenias in zijn geboortestad. Toen de Spartanen in 382 de Thebaanse akropolis innamen en in de stad een Spartaansgezinde oligarchie aan de macht brachten, vluchtte Pelopidas naar Athene, van waaruit hij het verzet tegen het oligarchische schrikbewind organiseerde. In 379 v.Chr. pleegde hij een gedurfde staatsgreep om het Spartaanse garnizoen uit Thebe te verdrijven en de democratie in eer te herstellen. Op die manier leverde hij het duidelijkste bewijs van zijn leiderscapaciteiten.
Samen met zijn vriend Epaminondas werkte hij vervolgens aan het herstel van de macht en het aanzien van Thebe. In 378 werd hij boiotarchos, leider van de Boeotische Bond. Hij hervormde het elitekorps van de Heilige Schare, waarvan hij de aanvoerder bleef in de strijd tegen de Spartanen, onder meer bij Tegyra (in 375) en vooral bij Leuctra (in 371), waar Epaminondas een einde maakte aan de hegemonie van Sparta. Hij begeleidde Epaminondas ook bij zijn inval in de Peloponnesos (winter 370/369 v.Chr.), maar spoedig daarop richtte hij noodgedwongen zijn aandacht naar Thebes vijanden in het noorden, met name Alexander van Pherae en de Macedoniërs.
In 368 werd hij door Alexander van Pherae krijgsgevangengenomen, maar door een interventie van Epaminondas werd hij uit zijn netelige positie bevrijd. Vervolgens leidde hij een diplomatieke missie naar de Perzische koning en wist gedaan te krijgen dat deze zijn financiële steun aan Sparta stopzette.
In 364 v.Chr. wist Pelopidas zijn tegenstander Alexander van Pherae te verslaan bij de Cynoscephalae, maar sneuvelde zelf in de strijd.

## Antieke bron
- Pausanias, Περιήγησις IX 13.1, 15.1-2.
- Plutarchus, Πελοπίδας.
- Cornelius Nepos, Pelopidas.

- Biblioteca Nacional de España: XX5175073
- Gemeinsame Normdatei: 137374127
- International Standard Name Identifier: 0000 0000 7884 5354
- Library of Congress Control Number: nr98044392
- Nationale Bibliotheek van Tsjechië: jn20000701400
- Nationale Bibliotheek van Israël: 987007290137405171
- Nationale Bibliotheek van Polen: a0000001222126
- Nationale en Universitaire bibliotheek Zagreb: 000358701
- Réseau des bibliothèques de Suisse occidentale: 02-A010129977
- LIBRIS: 363321
- Système universitaire de documentation: 168848856
- Virtual International Authority File: 81573492
- WorldCat: E39PCjqVWPbwBkkwwJ7b3k89Qm